# دين تراقي
الدين التراقي (بالإنجليزية: Thracian religion)‏ يشتمل على الممارسات الدينية التي مارسها التراقيون. لا يعرف الكثير عن أساطيرهم وطقوسهم، ولكن بعض آلهتهم مصورة على التماثيل أو موصوفة في المصادر اليونانية.

## العبادات
تعد عبادة "الفارس التراقي"، والمعروف أيضًا باسم "بطل تراقيا"، من أشهر العبادات التي تمتد من تراقيا إلى مويسيا وحتى سكيثيا الصغرى. فهو إله للعالم السفلي ويصور عادة على تماثيل الجنازة كفارس يقتل وحشًا برمح.

## الآلهة
كتب المؤرخ اليوناني هيرودوت أن التراقيين كانوا يعبدون ثالوثًا من الآلهة يساويهم اليونانيون مع ديونيسوس وآريس وأرتميس.
من بين الآلهة التراقية:
- سابازيوس: هو الفارس وأب السماء للفريجيين والتراقيين.[2]
- زيبلثيوردوس [الإنجليزية]: هو إله السماء والبرق والمطر الذي يتماثل مع زيوس.[5][6]
- كوتيس [الإنجليزية]: هي إلهة تراقية بارزة كانت تُعبد في مهرجان يُعرف باسم كوتيتيا. كانت تعبد بشكل خاص بين شعب إدونيس.[7] ذكر في موسوعة سودا أنها كانت تعبد بين أهل كورنثوس.[8] واعتبر الإغريق أن كوتيس جانب من جوانب بيرسيفوني.[9][10]